# Ostre rozdęcie okrężnicy
Ostre rozdęcie okrężnicy − powikłanie m.in. wrzodziejącego zapalenia jelita grubego (rozwija się u około 4% chorych) czy rzekomobłoniastego zapalenia jelit.

## Etiopatogeneza
Nieznana.

Przypuszcza się, że dochodzi do głębokiego uszkodzenia ściany jelita grubego przez:
- proces zapalny
- hipokaliemię
- hipoproteinemię
- leki przeciwbiegunkowe
- rzekomobłoniaste zapalenie jelita grubego
- wlew doodbytniczy kontrastowy

## Objawy
- ciężki stan ogólny
- ból brzucha
- wzdęcie
- gorączka
- tachykardia
- wzmożone napięcie i bolesność uciskowa powłok brzusznych
- ściszenie lub zanik szmerów perystaltycznych

## Rozpoznanie
Na podstawie obrazu klinicznego i przeglądowego zdjęcia RTG jamy brzusznej. Kryterium radiologicznym rozpoznania ostrego rozdęcia okrężnicy jest stwierdzenie średnicy okrężnicy poprzecznej w płaszczyźnie pośrodkowej większej niż 5,5 cm na zdjęciu przeglądowym jamy brzusznej.

## Leczenie
Intensywne, krótkie leczenie zachowawcze:
- żywienie pozajelitowe
- odsysanie treści żołądkowej
- wlewy krystaloidów
- antybiotyki o szerokim spektrum działania
- glikokortykosteroidy

O poprawie stanu chorego świadczy zmniejszenie obwodu brzucha i pojawienie się szmerów perystaltycznych.

Jeśli poprawa nie nastąpi w ciągu 24−48 godzin lub stan się pogarsza należy pilnie wdrożyć leczenie operacyjne – kolektomię z zachowaniem i zamknięciem odbytnicy.

## Klasyfikacja ICD10
| kod ICD10     | nazwa choroby                                        |
| ------------- | ---------------------------------------------------- |
| ICD-10: K59   | Inne czynnościowe zaburzenia jelitowe                |
| ICD-10: K59.3 | Okrężnica olbrzymia, niesklasyfikowana gdzie indziej |